# Mia Zapata
Mia Katherine Zapata (ur. 25 sierpnia 1965 w  Louisville, zm. 7 lipca 1993 w Seattle) – amerykańska wokalistka i autorka tekstów. Współzałożycielka punkrockowego zespołu The Gits.

## Życiorys
Urodziła się i wychowała w Louisvile. Od dziewiątego roku życia uczyła się gry na gitarze i pianinie pod wpływem bluesa i jazzu. W 1984 rozpoczęła studia w Antioch College (koedukacyjna szkoła sztuk wyzwolonych) w Yellow Springs (Ohio). Tam poznała Andy'ego Kesslera (znanego później jako Joe Spleen), Matta Dresdnera i Steve'a Moriarty'ego z którymi utworzyła grupę The Gits. W 1989 cały zespół przeniósł się do Seattle – tuż przed „eksplozją” grunge'u. Zamieszkali w opuszczonym budynku – nazwanym „Rathouse” – w którym często grali koncerty razem z 7 Year Bitch. W latach 1990–1991 wydali trzy single, zagrali wiele koncertów na Zachodnim Wybrzeżu USA (m.in. z TAD, Nirvaną i Poison Idea) oraz w Europie. W 1992 ukazał się debiutancki album Frenching the Bully, którego pozytywne recenzje wróżyły The Gits wybicie się ponad lokalną scenę Seattle. W 1993 Zapata z The Gits rozpoczęła pracę nad nagraniami materiału na drugą płytę. W czerwcu muzycy dostali propozycję współpracy od wytwórni Atlantic Records.
7 lipca 1993 ok. 3:00 nad ranem wracająca do domu z baru „Comet Tavern” (dzielnica Capitol Hill w Seattle) Mia Zapata została brutalnie pobita, zgwałcona i uduszona. Jej ciało odnaleziono w Central District o 3:30 (ok. 2 km od „Comet Tavern”).
W następstwie tego tragicznego wydarzenia grupa jej przyjaciół (m.in. Valerie Agnew z 7 Year Bitch) utworzyła organizację non-profit „Home Alive”, która prowadziła kursy samoobrony dla kobiet (zakończyła działalność w 2010). W sierpniu zorganizowano koncert z udziałem Nirvany i TAD, z którego dochód został przeznaczony na opłacenie prywatnego detektywa, który odnalazłby mordercę.
Zapata została pochowana na cmentarzu „Cave Hill” w jej rodzinnym Louisville.
W 1994 zespół 7 Year Bitch złożył hołd zmarłej artystce albumem ¡Viva Zapata!.
Dzięki pobranym i zachowanym próbkom DNA mordercy z ciała Mii Zapaty, udało się zatrzymać go w 2003. Okazał się nim Jesus Mezquia, który 25 marca 2004 został skazany za ten czyn na 36 lat więzienia.

## Dyskografia

### Albumy z The Gits
- Frenching the Bully (1992)
- Enter: The Conquering Chicken (1994)
- Kings & Queens (1996)
- Seafish Louisville (2000)

### Single z The Gits
- „Precious Blood” / „Seaweed” / „Kings & Queens” (1990)
- „Second Skin” / „Social Love” (1991)
- „Spear and Magic Helmet” / „While You're Twisting, I'm Still Breathing” (1991)